# Cordeiro Mirandês
O Cordeiro Mirandês DOP ou Canhono Mirandês DOP é um produto de origem portuguesa com Denominação de Origem Protegida pela União Europeia (UE) desde 08 de novembro de 2012.

## Agrupamento gestor
O agrupamento gestor das denominações de origem protegidas "Cordeiro Mirandês" e "Canhono Mirandês" é a Associação Nacional de Criadores de ovinos da Raça Churra Galega Mirandesa.